# 林由一
林 由一（はやし よしかず、1948年9月12日 - ）は、千葉県我孫子市出身のプロゴルファー。
林由郎の長男で、息子の由寿もプロゴルファー。

## 来歴
我孫子ゴルフ倶楽部の3番ホールの近くに実家があり、隣に住んでいた1歳年下の海老原清治と仲が良く、海老原は近所では林家にしかなかったテレビで力道山の試合を見せてもらった。
我孫子GC研修生時代の1966年1月には海老原に5番アイアンを譲り、後輩研修生となった海老原が「どう振ったらボールを真っすぐ飛ばせるのか」尋ねてきた際には「（ダウンスイングで）左肘をへその前に着けてクラブフェースを返してみたら」とアドバイスし、言われた通りにスイングした海老原はボールをしっかり捉えられ、ストレートボールを打てるようになった。
1977年のアジアサーキット・インディアンオープンでは初日に坂田信弘らと共に69をマークし、首位のテッド・ボール（ オーストラリア）らと1打差2位タイでスタートする。2日目には強風でスコアを崩したが、6アンダー66で一挙に上がったピーター・トムソン（オーストラリア）と並び、高橋勝成と共に日本勢最上位の5位タイに着ける。3日目は4位と1打差で続き、最終日にはトムソン、ミヤ・アエ（ ビルマ）と共に通算285で優勝したブライアン・ジョーンズ（オーストラリア）と1打差2位タイに入った 。
1986年のサントリーオープンを最後にレギュラーツアーから引退。